# Tomo Sugawara
Tomo Sugawara (菅原 智 Sugawara Tomo?, nacido el 3 de junio de 1976 en Hokkaido) es un exfutbolista japonés. Jugaba de centrocampista y su último club fue el Tokyo Verdy de Japón.

## Trayectoria

### Clubes
| Club           | País   | Año         |
| -------------- | ------ | ----------- |
| Verdy Kawasaki | Japón  | 1995 - 1998 |
| Santos         | Brasil | 1999        |
| Vissel Kobe    | Japón  | 2000 - 2005 |
| Tokyo Verdy    | Japón  | 2006 - 2011 |

## Estadística de carrera

### J. League
| Club           | Año   | J. League | J. League | Copa J. League | Copa J. League | Total | Total |
| Club           | Año   | Part.     | Goles     | Part.          | Goles          | Part. | Goles |
| -------------- | ----- | --------- | --------- | -------------- | -------------- | ----- | ----- |
| Verdy Kawasaki | 1995  | 1         | 1         | -              | -              | 1     | 1     |
| Verdy Kawasaki | 1996  | 18        | 1         | 14             | 0              | 32    | 1     |
| Verdy Kawasaki | 1997  | 20        | 0         | 3              | 0              | 23    | 0     |
| Verdy Kawasaki | 1998  | 12        | 1         | 4              | 0              | 16    | 1     |
| Vissel Kobe    | 2000  | 22        | 0         | 4              | 0              | 26    | 0     |
| Vissel Kobe    | 2001  | 15        | 0         | 2              | 0              | 17    | 0     |
| Vissel Kobe    | 2002  | 21        | 0         | 1              | 0              | 22    | 0     |
| Vissel Kobe    | 2003  | 29        | 0         | 6              | 0              | 35    | 0     |
| Vissel Kobe    | 2004  | 12        | 0         | 4              | 0              | 16    | 0     |
| Vissel Kobe    | 2005  | 15        | 1         | 6              | 0              | 21    | 1     |
| Tokyo Verdy    | 2006  | 32        | 0         | -              | -              | 32    | 0     |
| Tokyo Verdy    | 2007  | 33        | 0         | -              | -              | 33    | 0     |
| Tokyo Verdy    | 2008  | 23        | 0         | 3              | 0              | 26    | 0     |
| Tokyo Verdy    | 2009  | 18        | 0         | -              | -              | 18    | 0     |
| Tokyo Verdy    | 2010  | 7         | 0         | -              | -              | 7     | 0     |
| Tokyo Verdy    | 2011  | 2         | 0         | -              | -              | 2     | 0     |
| Total          | Total | 280       | 4         | 47             | 0              | 327   | 4     |

## Palmarés

### Títulos nacionales
| Título             | Club           | País  | Año  |
| ------------------ | -------------- | ----- | ---- |
| Copa del Emperador | Verdy Kawasaki | Japón | 1996 |